# Боравське (гміна Єдвабне)
Боравське (пол. Borawskie) — село в Польщі, у гміні Єдвабне Ломжинського повіту Підляського воєводства.
Населення — 44 особи (2011).

## Демографія
Демографічна структура станом на 31 березня 2011 року:
|          | Загалом | Допрацездатний вік | Працездатний вік | Постпрацездатний вік |
| -------- | ------- | ------------------ | ---------------- | -------------------- |
| Чоловіки | 23      | 2                  | 18               | 3                    |
| Жінки    | 21      | 4                  | 13               | 4                    |
| Разом    | 44      | 6                  | 31               | 7                    |